# Суходіл (Білорусь)
Суході́л (біл. Сухадол) — село в Білорусі, у Кам'янецькому районі Берестейської області. Орган місцевого самоврядування — Рясненська сільська рада.

## Назва
- Суході́л (біл. Сухадол) — сучасна назва.
- Суходо́л, Суходу́л (пол. Suchodół, рос. Суходол) — старі назви.

## Історія
Засноване у ХІІІ ст. як одне з поселень половців хана Тегака, яких переселив руський король Данило Галицький для захисту своєї держави від нападів ятвягів та литовців. Розташовувалося за 56 км від Берестя. Входило до Половецької волості, яку заселяли половці й до сьогодні вже асимільовані місцевим населенням.
Вперше згадується 1566 року в ревізії Берестейського староства.
У XV—XVIII століттях Суходіл був селом у складі Великого князівства Литовського. Суходольці мали привілейоване становище порівняно з сусідами й зараховувалися до путніх бояр. Під час війни вони були зобов'язані виставляти 1-го кінного озброєного вояка на 2 волока землі. У мирні роки жителі Суходолу сплачували великокняжій скарбниці щорічно по 106 литовських грошей з волоки, але були вільні від панщини. На початок XVIII ст. суходольці втратили ці привілеї й виконували всі повинності нарівні з селянами інших половецьких сіл. Можливо, причиною цього було розорення країни за часів Північної війни. Протягом XVIII відбулося поступове закріпачення панцерних і путніх бояр.
1792 року село Суходіл перейшло до маєтностей Петра Ожаровського.
У 1863—1869 роках в Суходолі було збудовано православну Церкву святої Варвари.
У 1921 році село входило до складу гміни Половці Берестейського повіту Поліського воєводства Польської Республіки.

### Адміністративна історія
- з 1566: Велике князівство Литовське, Берестейське воєводство, Берестейське староство, Милейчицька волость, Половецьке війтівство.
- з XVIII ст.: Велике князівство Литовське, Берестейське воєводство, Берестейський повіт, Половецька волость.
- з 25 грудня 1795: Російська імперія, Слонімське намісництво, Берестейський повіт, Половецька волость (за результатами третього поділу Речі Посполитої).
- з 12 грудня 1796: Російська імперія, Литовська губернія, Берестейський повіт, Половецька волость.
- з 28 серпня 1802: Російська імперія, Гродненська губернія, Берестейський повіт, Половецька волость.
- з 14 вересня 1917: Російська республіка, Гродненська губернія, Берестейський повіт, Половецька волость.
- з 7 листопада 1917: Російська РФСР, Гродненська губернія, Берестейський повіт Половецька волость.
- з 7 червня 1919: Цивільне правління (Польська Республіка), Берестейський округ, Берестейський повіт, Половецька гміна.
- з 12 грудня 1920: Тимчасове правління (Польська Республіка), Поліський округ, Біловезький повіт, Половецька гміна.
- з 19 лютого 1921: Польська Республіка, Поліське воєводство, Берестейський повіт, Половецька гміна (за результатами радянсько-польської війни).
- з 18 квітня 1928: Польська Республіка, Поліське воєводство, Берестейський повіт, Високо-Литовська гміна.
- з 2 листопада 1939: Білоруська РСР (за результатами німецько-радянського поділу Польщі).
- з 4 грудня 1939: Білоруська РСР, Берестейська область.
- з 1940: Білоруська РСР, Берестейська область, Кліщельський район.
- з 1 серпня 1941: Німецька імперія, Білостоцька округа, Більський крайскомісаріат.
- з серпня 1944: Білоруська РСР, Берестейська область, Кліщельський район.
- з 1945: Білоруська РСР, Берестейська область, Високівський район.
- з 17 квітня 1962: Білоруська РСР, Берестейська область, Кам'янецький район.
- з 25 серпня 1991: Білорусь, Берестейська область, Кам'янецький район.

## Населення
Станом на 10 вересня 1921 року в селі налічувалося 34 будинки та 156 мешканців, з них:
- 75 чоловіків та 81 жінка;
- 155 православних, 1 римо-католик;
- 152 українці (русини), 2 білоруси, 1 «тутейший», 1 поляк.

У 1999 році в селі мешкало 94 особи.
За переписом населення Білорусі 2009 року чисельність населення села становило 68 осіб.